# لیندا توئرو
 لیندا توئرو (انگلیسی: Linda Tuero؛ زاده ۲۱ اکتبر ۱۹۵۰) یک تنیس‌باز اهل ایالات متحده آمریکا است.